# Borec Wełes
Borec Wełes (maced. ФК Борец) – północnomacedoński klub piłkarski, mający siedzibę w mieście Wełes w środku kraju. Obecnie występuje w Treća makedonska fudbałska liga.

## Historia
Chronologia nazw:
- 1919: Napredok Wełes (mac. ФК „Напредок” Велес)
- 1926: Crwena Zwezda Wełes (mac. ФК „Црвена звезда” Велес)
- 1946: Crwena Zwezda Titow Wełes (mac. ФК „Црвена звезда” Титов Велес)
- 1954: Pobeda Titow Wełes (mac. ФК „Победа” Титов Велес)
- 1965: Borec Titow Wełes (mac. ФК „Борец” Титов Велес)
- 1996: Borec Wełes (mac. ФК „Борец” Велес)

Klub piłkarski Napredok Wełes został założony w miejscowości Wełes w 1919 roku. Razem z Ljuboten Tetowo są najstarszymi macedońskimi klubami, które grały w drugiej lidze ówczesnych Mistrzostw Królestwa Serbów, Chorwatów i Słoweńców (od 1929 Mistrzostw Jugosławii). Po zakończeniu drugiej wojny światowej zespół występował w Mistrzostwach Macedońskiej republikańskiej ligi, która była III poziomem Mistrzostw Jugosławii. W latach 1946–1996 miasto było znane jako Titow Wełes ku czci przywódcy Jugosławii Josipa Broza Tito. Klub nazywał się Crwena Zwezda Titow Wełes i Pobeda Titow Wełes, aby w 1965 przyjąć obecną nazwę Borec Titow Wełes. W 1969 po zajęciu ostatniego 16.miejsca spadł na rok z republikańskiej ligi. W sezonie 1974/75 zajął ostatnie 18.miejsce i ponownie spadł z republikańskiej ligi. W 1978 wrócił do ligi, a w sezonie 1981/82 klub zdobył brązowe medale, a w 1988/89 zwyciężył w lidze. W sezonie 1989/90 klub startował w grupie wschodniej jugosłowiańskiej ligi międzyrepublikańskiej (III poziom). Klub zajmował następujące lokaty: w 1990 - 8.miejsce, w 1991 - 15.miejsce, w 1992 - 11.miejsce.
Po uzyskaniu niepodległości przez Macedonię Północną w 1992 startował w pierwszej lidze. Debiutowy sezon 1992/93 zakończył na 12.pozycji. W 1994 uplasował się na 14.miejscu. W sezonie 1994/95 zajął przedostatnie 15.miejsce i spadł do drugiej ligi. W sezonie 1995/96 był drugim w tabeli. Po zmianie nazwy miasta w 1996 klub występował z nazwą Borec Wełes. W sezonie 1996/97 zwyciężył w drugiej lidze i wrócił do pierwszej ligi. W kolejnych latach klub uzyskiwał lokaty: w 1998 - 7, w 1999 - 8, w 2000 - 9. W sezonie 2000/01 zajął przedostatnie 13.miejsce i spadł do drugiej ligi. W 2004 roku po zajęciu 11.lokaty  został zdegradowany do trzeciej ligi. W sezonie 2009/10 występował w regionalnej lidze, jednak po sezonie wrócił do trzeciej ligi. W sezonie 2012/13 wygrał grupę południową trzeciej ligi i wrócił do drugiej ligi. Sezon 2013/14 zakończył na 15.pozycji i spadł z powrotem do trzeciej ligi. W sezonie 2016/17 zajął drugie miejsce i ponownie zdobył promocję do drugiej ligi. W sezonie 2018/19 został mistrzem grupy wschodniej i awansował do pierwszej ligi.

## Barwy klubowe, strój
| Czerwony | Biały |

Klub ma barwy czerwono-białe. Zawodnicy domowe spotkania zazwyczaj grają w czerwonych koszulkach, białych spodenkach oraz czerwonych getrach.

## Sukcesy

### Trofea międzynarodowe
Nie uczestniczył w rozgrywkach europejskich (stan na 31-05-2019).

### Trofea krajowe
| \| \| Zdobyte trofea w rozgrywkach Macedonii Północnej (stan na: 31-05-2019) \| |                                                                        |      |                            |
| Rozgrywki                                                                       | Osiągnięcie                                                            | Razy | Sezon(y)                   |
| Mistrzostwo                                                                     | I miejsce                                                              | 0    |                            |
| Mistrzostwo                                                                     | II miejsce                                                             | 0    |                            |
| Mistrzostwo                                                                     | III miejsce                                                            | 0    |                            |
| Mistrzostwo                                                                     | 7.miejsce                                                              | 1    | 1997/98                    |
| Puchar                                                                          | zdobywca                                                               | 0    |                            |
| Puchar                                                                          | finalista                                                              | 0    |                            |
| Puchar                                                                          | ćwierćfinalista                                                        | 1    | 1997/98                    |
| II liga                                                                         | I miejsce                                                              | 2    | 1996/97, 2018/2019 (wsch.) |
| II liga                                                                         | II miejsce                                                             | 2    | 1995/96, 2017/2018 (wsch.) |
| II liga                                                                         | III miejsce                                                            | 0    |                            |
| Macedonia Północna                                                              | Zdobyte trofea w rozgrywkach Macedonii Północnej (stan na: 31-05-2019) |      |                            |

- Treta liga (D3):
  - mistrz (1x): 2012/13 (płd.)
  - wicemistrz (1x): 2016/2017 (płd.)
  - 3.miejsce (1x): 2007/2008 (płd.)

Jugosławia
- Macedońska republikańska liga (D3):
  - mistrz (1x): 1988/89
  - 3.miejsce (1x): 1981/82

## Poszczególne sezony

### Rozgrywki krajowe
| \| Macedonia Północna \| Bilans występów klubu w rozgrywkach piłkarskich Macedonii Północnej (Stan na 31 maja 2019 r.) \| \| |                                                                                               |        |       |   |   |   |    |    |     |                                          |        |        |      |
| Poziom | Rozgrywki                                                                                     | Sezony | Mecze | Z | R | P | B+ | B– | Pkt | Lata                                     | Awanse | Spadki | Naj. |
| I | 1 liga                                                                                        | 11     |       |   |   |   |    |    |     | 1992–1995, 1997–2001, od 2019            | 0      | 2      | 7    |
| II | 2 liga                                                                                        |        |       |   |   |   |    |    |     | 1995–1997, 2001–2004, 2013/14, 2017–2019 | 2      | 2      | 1    |
| III | 3 liga                                                                                        |        |       |   |   |   |    |    |     | 2004–2008, 2010–2013, 2014–2017          | 2      | 1      | 1    |
| IV | opsztinska liga                                                                               | 1      |       |   |   |   |    |    |     | 2009/10                                  | 1      | 0      | 1    |
| | Puchar                                                                                        |        |       |   |   |   |    |    |     |                                          |        |        | 1/4  |
| Macedonia Północna | Bilans występów klubu w rozgrywkach piłkarskich Macedonii Północnej (Stan na 31 maja 2019 r.) |        |       |   |   |   |    |    |     |                                          |        |        |      |

## Struktura klubu

### Stadion
Klub piłkarski rozgrywa swoje mecze domowe na Gradskim Stadionie Zorana Paunowa w Wełesie, który może pomieścić 6000 widzów.

### Inne sekcje
Klub prowadzi drużyny dla dzieci i młodzieży w każdym wieku.

### Sponsorzy
Przez dłuższy czas sponsorem klubu był miejscowy Metalurgiczno-chemiczny kombinat.

## Kibice i rywalizacja z innymi klubami

### Kibice
Grupa kibiców Gemidżiite została nazwana na cześć grupy anarchistycznej, która dokonała zamachu bombowego w Salonikach w 1903 roku. Wcześniej fani byli znani jako Vampiri (wampiry).

### Rywalizacja
Największymi rywalami klubu są inne zespoły z okolic.

### Derby
- Rabotnik Lozowo
- FK Rosoman 83